# Decolya mousakandae
Decolya mousakandae är en insektsart som beskrevs av Henry, G.M. 1934. Decolya mousakandae ingår i släktet Decolya och familjen vårtbitare. Inga underarter finns listade i Catalogue of Life.